# Euclides da Cunha
Euclydes Rodrigues Pimenta da Cunha (Cantagalo, 20 de janeiro de 1866 – Rio de Janeiro, 15 de agosto de 1909) foi um escritor e jornalista brasileiro identificado com o pré-modernismo, conhecido por seu romance Os Sertões e por sua atividade intelectual nos primeiros anos da República Brasileira.
Nascido em Cantagalo, estudou na Escola Politécnica e na Escola Militar da Praia Vermelha, tornando-se brevemente um militar. Ingressou no jornal A Província de S. Paulo — hoje O Estado de S. Paulo — enquanto recebia título de bacharel e primeiro-tenente. Em 1897, tornou-se jornalista correspondente de guerra e cobriu alguns dos principais acontecimentos da Guerra de Canudos, conflito dos sertanejos da Bahia liderados pelo religioso Antônio Conselheiro contra o Exército Brasileiro. Os escritos de sua experiência em Canudos renderam-lhe a publicação de Os Sertões, considerada uma obra notável do movimento pré-modernista que, além de narrar a guerra, relata a vida e sociedade de um povo negligenciado e esquecido pela metrópole.
Reconhecido por seu trabalho, foi eleito para a Academia Brasileira de Letras em 1903. Viajou para a região norte do Brasil em uma campanha de demarcação de suas fronteiras, a qual chefiou. Lá, escreveu obras de denúncia e, ao voltar para o Rio de Janeiro, trabalhou no gabinete do Barão de Rio Branco. Seu casamento com Ana Emília Ribeiro foi marcado pela infidelidade de sua esposa, que teve dois filhos fora do casamento, frutos de seu caso extraconjugal com o militar Dilermando de Assis. Ao saber do caso, Euclydes tentou assassinar o amante de sua esposa, contudo foi morto por este em 15 de agosto de 1909, no que ficou conhecido como "Tragédia da Piedade".
Sua obra continua relevante no âmbito nacional e é estudada no mundo acadêmico. Cidades fortemente ligadas à sua vida comemoram a Semana Euclidiana, em razão de Os Sertões. A obra é reconhecida por seu regionalismo e neologismo, típicos do período pré-modernista e influentes nas origens do modernismo. No centenário de sua morte foi realizado em sua cidade natal uma série de exposições do Projeto 100 Anos Sem Euclides.

## Biografia

### Infância e juventude
Euclydes Rodrigues Pimenta da Cunha nasceu dia 20 de janeiro de 1866, na Fazenda Saudade, em Santa Rita do Rio Negro, município de Cantagalo, na Província do Rio de Janeiro. Era filho de Manuel Rodrigues Pimenta da Cunha e Eudóxia Alves Moreira da Cunha.
Seu pai, baiano de origem, exercia o ofício de guarda-livros na fazenda de café da região do Paraíba do Sul. Deslocava-se por isso com frequência entre as cidades de Nova Friburgo, São Fidélis e Cantagalo. Por efeito do casamento, torna-se proprietário de uma fazendola em Santa Rita do Rio Negro. Sua condição de pequeno proprietário se agrava, fosse pela situação econômica do momento, com a escassez e o encarecimento dos gêneros provocados pela demanda das tropas que combatiam na guerra contra o Paraguai, fosse pelo estado de saúde da mulher tuberculosa. Seu pai então é obrigado a abandonar seu negócio e a acompanhar a família para a fazenda de uma cunhada, em São Fidélis, cuja localização montanhosa era aconselhável para o restabelecimento da mulher. A mesma razão logo o leva a deslocar-se para Conceição da Ponte Nova. Tais mudanças e cuidados, contudo, não surtem efeito; a tuberculose de Eudóxia Moreira da Cunha progride, levando-a a rápido fim. Viúvo, Manuel Rodrigues tem a seus cuidados dois filhos, Euclydes, com três anos, e Adélia, com um.
Órfão, passa a viver em casas de parentes em Teresópolis, São Fidélis e Rio de Janeiro. Em 1883 ingressa no Colégio Aquino, onde foi aluno de Benjamin Constant, que muito influenciou a sua formação introduzindo-lhe à filosofia positivista. Em 1885, ingressa na Escola Politécnica e, no ano seguinte, na Escola Militar da Praia Vermelha, onde novamente encontra Benjamin Constant como professor.

### Cadete republicano
Contagiado pelo ardor republicano dos cadetes e de Benjamin Constant, professor da Escola Militar, durante uma revista às tropas atirou sua espada aos pés do ministro da Guerra Tomás Coelho. A liderança da Escola tentou atribuir o ato à "fadiga por excesso de estudo", mas Euclydes negou-se a aceitar esse veredito e reiterou suas convicções republicanas. Por esse ato de rebeldia, foi julgado pelo Conselho de Disciplina. Em 1888, desligou-se do Exército. Participou ativamente da propaganda republicana no jornal A Província de S. Paulo (atual O Estado de S. Paulo).
Proclamada a República, foi reintegrado ao Exército recebendo promoção. Ingressou na Escola Superior de Guerra e conseguiu tornar-se primeiro-tenente e bacharel em Matemáticas, Ciências físicas e naturais. Casou-se com Ana Emília Ribeiro, filha do major Sólon Ribeiro, um dos líderes da proclamação da República. Em 1891, deixou a Escola de Guerra e foi designado coadjuvante de ensino na Escola Militar. Em 1893, praticou na Estrada de Ferro Central do Brasil.

### Ciclo de Canudos
Durante a fase inicial da Guerra de Canudos, em 1897, Euclydes escreveu dois artigos intitulados A nossa Vendeia que lhe valeram um convite d'O Estado de S. Paulo para presenciar o final do conflito como correspondente de guerra. Isso porque ele considerava, como muitos republicanos à época, que o movimento de Antônio Conselheiro tinha a pretensão de restaurar a monarquia e era apoiado por monarquistas residentes no país e no exterior.
Em Canudos, Euclydes adota um garoto chamado Ludgero, a quem se refere em sua Caderneta de Campo. Fraco e doente, o menino é levado para São Paulo, onde Euclides entrega-o a seu amigo, o educador Gabriel Prestes. O menino é rebatizado de Ludgero Prestes.

### Livro vingador

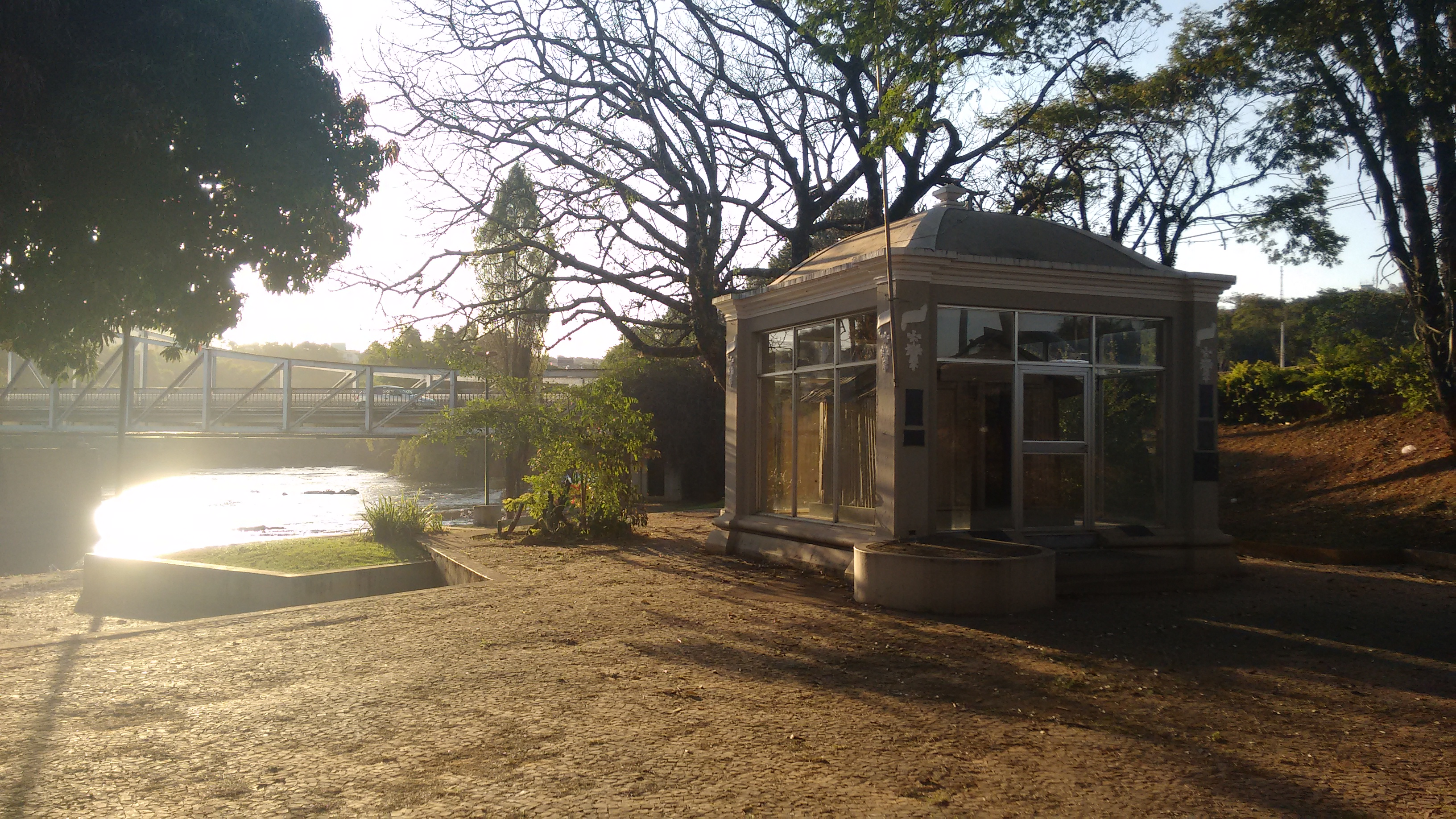
Casa de Zinco em São José do Rio Pardo onde Euclides da Cunha escreveu "Os Sertões"

Euclydes deixou Canudos quatro dias antes do fim da guerra, não chegando a presenciar o desenlace. Mas conseguiu reunir material para, durante cinco anos, elaborar Os Sertões: campanha de Canudos (1902). Os Sertões foi escrito "nos raros intervalos de folga de uma carreira fatigante", visto que Euclydes se encontrava em São José do Rio Pardo liderando a construção de uma ponte metálica. Neste período estabelece intensa amizade com Francisco Escobar, que posteriormente receberia os primeiros exemplares de "Os Sertões" e realizaria algumas revisões de acentuação e concordância, alterações adotadas por Euclydes da Cunha e feitas em nanquim e canivete em aproximadamente mil exemplares. O livro trata da campanha de Canudos (1897), no nordeste da Bahia. Nesta obra, ele rompe por completo com suas ideias anteriores e pré-concebidas, segundo as quais o movimento de Canudos seria uma tentativa de restauração da Monarquia, comandada à distância pelos monarquistas. Percebe que se trata de uma sociedade completamente diferente da litorânea. De certa forma, ele descobre o verdadeiro interior do Brasil, que mostrou ser muito diferente da representação usual que dele se tinha.
Euclydes se tornou internacionalmente famoso com a publicação desta obra-prima que lhe valeu vagas para a Academia Brasileira de Letras (ABL) e para o Instituto Histórico e Geográfico Brasileiro (IHGB). Divide-se em três partes: A terra, O homem e A luta. Nelas, Euclydes analisa, respectivamente, as características geológicas, botânicas, zoológicas e hidrográficas da região, a vida, os costumes e a religiosidade sertaneja e, enfim, narra os fatos ocorridos nas quatro expedições enviadas ao arraial liderado por Antônio Conselheiro.

### Ciclo amazônico
Em agosto de 1904, Euclydes foi nomeado chefe da comissão mista brasileiro-peruana de reconhecimento do Alto Purus, com o objetivo de cooperar para a demarcação de limites entre o Brasil e o Peru. Esta experiência resultou em sua obra póstuma À Margem da História, onde denunciou a exploração dos seringueiros na floresta. Euclydes partiu de Manaus para as nascentes do Purus, chegando adoentado em agosto de 1905. Prosseguindo os estudos de limites, escreveu o ensaio Peru versus Bolívia, publicado em 1907. Escreveu, também durante esta viagem, o texto Judas-Ahsverus, considerado um dos textos mais filosófica e poeticamente aprofundados de sua autoria.
Após retornar da Amazônia, Euclydes proferiu a conferência Castro Alves e seu tempo, prefaciou os livros Inferno verde de Alberto Rangel e Poemas e canções de Vicente de Carvalho.

### Concurso de lógica

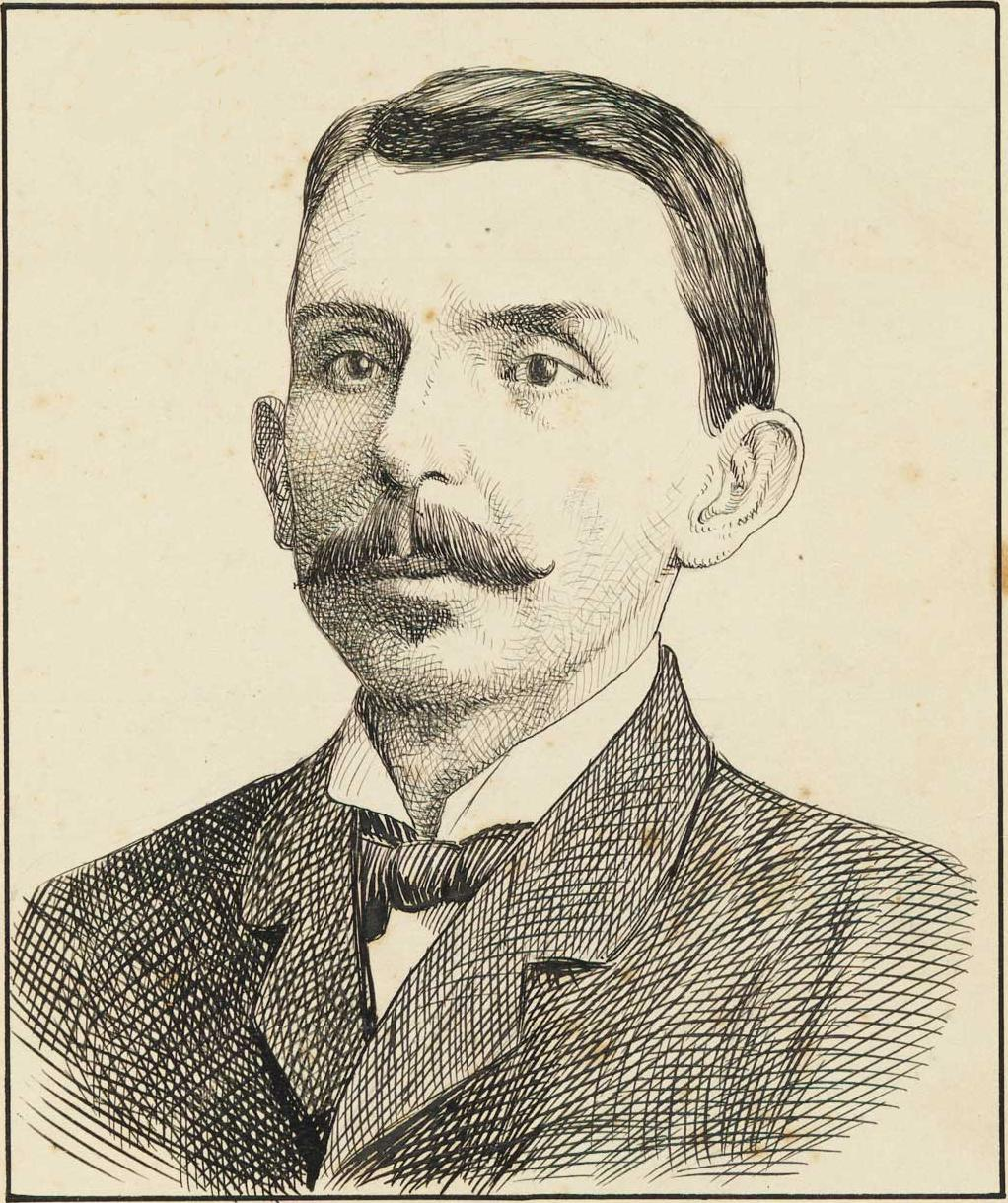
Euclydes da Cunha (GARNIER, M.J. Euclydes da Cunha. Rio de Janeiro (RJ): F.Briguiet & Cie. Editores, [189-?]. 1 des., bico de pena.).

Visando a uma vida mais estável, o que se mostrava impossível na carreira de engenheiro, Euclides prestou concurso para assumir a cadeira de Lógica do Colégio Pedro II. O filósofo Farias Brito foi o primeiro colocado, mas a lei previa que o presidente da república escolheria o catedrático entre os dois primeiros. Graças à intercessão de amigos, Euclides foi nomeado. Após a morte de Euclides, Farias acabaria ocupando a cátedra em questão.

### Imortalda Academia Brasileira de Letras
Foi eleito em 21 de setembro de 1903 para a cadeira 7 da Academia Brasileira de Letras na sucessão de Valentim Magalhães, e recebido em 18 de dezembro de 1906 pelo acadêmico Sílvio Romero.

### "Tragédia da Piedade"
A esposa de Euclydes, Anna de Assis, tornou-se amante de um jovem cadete, Dilermando de Assis, 17 anos mais novo do que ela. Ainda casada com Euclides, com quem teve três filhos, teve dois filhos de Dilermando, um dos quais morreu ainda bebê. Euclides descreveu o outro filho como "a espiga de milho no meio do cafezal" por ser o único louro numa família de morenos. Aparentemente, Euclides aceitou-o como seu esse menino.
A traição de Anna desencadeou uma tragédia em 1909, quando Euclydes entrou armado na casa de Dilermando declarando estar disposto a matar ou morrer. Dilermando reagiu e matou Euclides, mas foi absolvido pela justiça militar. Mais tarde Anna e Dilermando casaram-se e o casamento durou 15 anos.
O corpo de Euclides foi velado na ABL. O médico e escritor Afrânio Peixoto, que assinou o atestado de óbito, mais tarde ocuparia sua cadeira na Academia.

## Semanas Euclidianas e outras homenagens
Entre 1898 e 1901, Euclydes viveu na cidade de São José do Rio Pardo, onde trabalhava na reconstrução de uma ponte, utilizando suas horas vagas para escrever sua obra-prima Os Sertões. Em comemoração disto realiza-se anualmente, entre 9 e 15 de agosto, a Semana Euclidiana, em que a cidade atrai turistas apresentando-se como O berço de Os Sertões.
O livro Os Sertões foi terminado e publicado quando o escritor vivia em São Carlos, onde foi chefe do Distrito de Obras Públicas entre 1901 e meados de 1903. Há também uma biblioteca municipal que leva o seu nome, a Biblioteca Euclides da Cunha. Em sua homenagem, também nesta cidade celebra-se anualmente uma Semana Euclidiana.
A cidade de Cantagalo, naturalidade de Euclides, também mantém viva a memória de Euclides através de eventos e um museu dedicado a Euclydes e suas obras. Em 2009, ano do centenário de sua morte, realizou-se o "Seminário Internacional 100 anos sem Euclides" em Cantagalo. No ano seguinte, foi fundado o "Ponto de Cultura Os Sertões do Seu Euclides", que conta com o "Cineclube da Cunha" e o "Arquivo de memória Amélia Tomás", braços do Projeto 100 Anos Sem Euclides.
Em 2018 seu nome foi inscrito no Livro de Aço dos heróis nacionais depositado no Panteão da Pátria e da Liberdade Tancredo Neves.
A Rodovia SP-320, localizada no interior do estado de São Paulo, é denominada Rodovia Euclides da Cunha.

## Cronologia
Fontes:

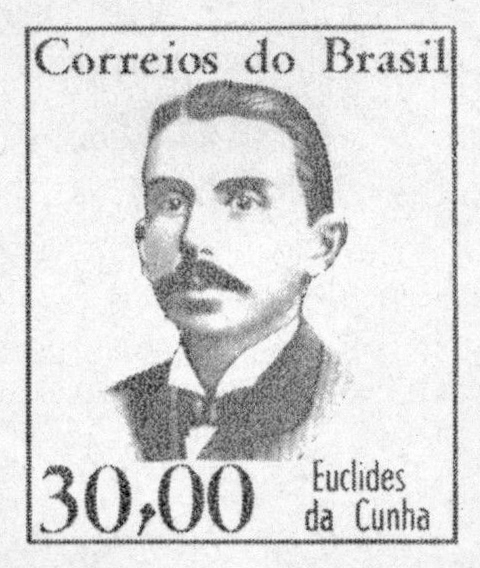
Homenagem filatélica do Correio do Brasil em 1965.

- 1866 – nascimento de Euclydes no dia 20 de janeiro, no arraial de Santa Rita do Rio Negro (hoje "Euclidelândia"), município de Cantagalo, então província do Rio de Janeiro, onde vive até os três anos, quando falece sua mãe Eudóxia Moreira da Cunha;
- 1879 – completa os seus estudos primários (atual Ensino Fundamental) no Colégio Caldeira;
- 1880 – inicia o curso secundário (atual Ensino Médio). Frequenta os Colégios Anglo-Americano, Vitório da Costa e Menezes Dória;
- 1883 – aos 18 anos é matriculado no Colégio Aquino, onde faz exames de Geografia, Francês, Retórica e História;
- 1884 – publica no Colégio Aquino os primeiros artigos no jornal O Democrata, fundado por ele e seus colegas;
- 1885 – ingressa na Escola Politécnica para cursar Engenharia, mas é obrigado a desistir por motivos financeiros;
- 1886 – em 20 de fevereiro, aos 21 anos, assenta praça na Escola Militar da Praia Vermelha, sendo aluno do conhecido positivista Benjamin Constant;
- 1887 – passa a colaborar com a edição da Revista da Família Acadêmica;
- 1888 – o imperador tranca a sua matrícula na Escola Militar da Praia Vermelha por seu ato de protesto durante uma visita do ministro Tomás Coelho, do último gabinete conservador da monarquia. Passa a colaborar com a edição da série "A Pátria e a Dinastia", no jornal A Província de São Paulo;
- 1889 – retorno à Escola Militar da Praia Vermelha, graças à proclamação da República e ao seu sogro, general Sólon Ribeiro;
- 1891 – conclui curso na Escola Superior de Guerra;
- 1892 – é promovido a primeiro-tenente de Artilharia e designado para coadjuvante de ensino teórico na Escola Militar;
- 1893 – nasce Sólon da Cunha, seu primeiro filho. Euclides dirige as obras de fortificações das trincheiras da Saúde durante a Revolta da Armada;
- 1894 – incidente do jornal O Tempo. Respondendo ao senador cearense João Cordeiro, o qual desejava penas severas aos adversários políticos, publica duas cartas para a Gazeta de Notícias nas quais defende o Estado democrático e a não violência. Por isso, passa a ser visto com desconfiança pelos legalistas;
- 1895 – É "exilado" para Campanha, em Minas Gerais, onde constrói e inaugura a estrada de ferro;
  - viaja pelo interior de São Paulo como Superintendente de Obras Públicas do Estado, cargo exercido até 1903;
  - nasce Euclides Filho, seu segundo filho com "Saninha";
- 1896 – desliga-se do Exército para dedicar-se à engenharia civil. Podendo pedir a Floriano Peixoto um cargo em qualquer esfera do governo, pois tinha sido um fervoroso republicano, Euclydes decide o que a lei designa para os recém-formados: estágio na Estrada de Ferro Central do Brasil;
- 1897 – publica dois artigos sob o título "A nossa Vendeia", comparando os canudenses aos revoltosos da Vendeia;
  - Júlio de Mesquita, do jornal O Estado de S. Paulo, convida-o para acompanhar a última fase da campanha de Canudos como correspondente. Nomeado adido ao Estado-Maior do Ministério da Guerra, segue para Canudos. Cobre a última fase daquela campanha. De 7 de agosto a 1 de outubro fica no sertão, como correspondente do jornal O Estado de S. Paulo;
- 1898 – muda-se para São José do Rio Pardo, onde trabalha na construção de uma ponte metálica sobre o Rio Pardo. Começa a escrever Os Sertões, livro no qual trabalharia até 1901. Fragmentos são publicados no artigo "Excerto de um livro inédito";
- 1901 – nasce seu terceiro filho, Manuel Afonso Albertina, em São José do Rio Pardo. Manuel Afonso seria seu único filho a deixar descendentes. Inaugura-se a Escola Primária Dr. Lopes Chaves em Taubaté, projetada por Euclydes. Muda-se para São Carlos, onde é engenheiro da construção da Escola Paulino Carlos. Ali permanece até meados de 1903;
- 1902 – publica Os Sertões pela Laemmert & Cia., considerado como precursor da Sociologia e da literatura modernista no Brasil juntamente com Canaã, de Graça Aranha;
- 1903 – muda-se para Lorena, onde continua trabalhando como engenheiro. É eleito para a Academia Brasileira de Letras na vaga de Valentim Magalhães. Pede demissão da Superintendência de Obras Públicas de São Paulo. Toma posse no Instituto Histórico e Geográfico Brasileiro;
- 1905 – é nomeado chefe de seção da Comissão de Saneamento de Santos. Percorre Santos e Guarujá. Pede demissão do cargo;
  - realiza viagem heroica pelo rio Purus, na Amazônia, chefiando missão oficial do Ministério das Relações Exteriores que decidiria sobre o litígio de fronteira entre o Brasil e o Peru. Percorre cerca de 6400 quilômetros de navegação, alguns trechos inclusive a pé;
- 1906 – Euclydes volta ao Rio de Janeiro como adido ao gabinete do Barão do Rio Branco e publica o Relatório da Comissão Mista Brasileiro-Peruana de Reconhecimento do Alto Purus.
  - nasce Mauro, filho de sua mulher com o tenente Dilermando de Assis. O menino vem a falecer uma semana depois;
- 1907 – publica Contrastes e confrontos, artigos e breves ensaios reunidos por um editor português, e Peru versus Bolívia. Profere a conferência "Castro Alves e seu tempo" no Centro Acadêmico XI de Agosto (São Paulo);
- 1909 – presta exame para a cátedra de Lógica no Colégio Pedro II. Contudo, não chega a dar muitas aulas;
  - tenta matar, no dia 15 de agosto, o jovem amante de sua esposa, Dilermando de Assis, mas este reage matando-o a tiros, no bairro da Piedade, na Zona Norte do Rio de Janeiro. Até hoje o episódio, conhecido como Tragédia da Piedade, é alvo de controvérsias. Euclides é sepultado no Cemitério de São João Batista. Seus restos mortais hoje encontram-se em São José do Rio Pardo. Seu encéfalo encontra-se desde 1983 em Cantagalo, no museu Casa Euclides da Cunha.[20]

## Lista de obras
1884
- CUNHA, Euclydes da. Em viagem: folhetim. O Democrata, Rio de Janeiro, 4 abr. 1884.

1887
- A flor do cárcere. Revista da Família Acadêmica, Rio de Janeiro, 1 (1): 10, nov. 1887.

1888
- A Pátria e a Dinastia. A Província de São Paulo, 22 dez. 1888.
- Críticos. Revista da Família Acadêmica, Rio de Janeiro, 1(7): 209-213, maio 1888.
- Estâncias. Revista da Família Acadêmica, Rio de Janeiro, 1 (10): 366, out. 1888.
- Fazendo versos. Revista da Família Acadêmica, Rio de Janeiro, 1(3): 87-88, jan. 1888.
- Heróis de ontem. Revista da Família Acadêmica, Rio de Janeiro, 1(8): 227-8, jun. 1888.
- Stella. Revista da Família Acadêmica, Rio de Janeiro, 1(9): 265, jul. 1888.

1889
- Atos e palavras. A Província de São Paulo, 10-12, 15, 16, 18, 23, 24 jan. 1889.
- Da corte. A Província de São Paulo, maio 1889.
- Homens de hoje. A Província de São Paulo, 22 e 28 jun. 1889.

1890
- Divagando. Democracia, Rio de Janeiro, 26 abr. 1890.
- Divagando. Democracia, Rio de Janeiro, 24 maio 1890.
- Divagando. Democracia, Rio de Janeiro, 2 jun. 1890.
- O ex-imperador. Democracia, Rio de Janeiro, 3 mar. 1890.
- Sejamos francos. Democracia, Rio de Janeiro, 18 mar. 1890.

1892
- Da penumbra. O Estado de S. Paulo, 15, 17 e 19 mar. 1892.
- Dia a dia. O Estado de S. Paulo, 29 e 31 mar. 1892.
- Dia a dia. O Estado de S. Paulo, 1-3, 5-8, 10, 13, 17, 20, 24 e 27 abr. 1892.
- Dia a dia. O Estado de S. Paulo, 1, 8, 11, 15, 18 e 22 maio 1892.
- Dia a dia. O Estado de S. Paulo, 5, 12, 22 e 29 jun. 1892.
- Dia a dia. O Estado de S. Paulo, 3 e 6 jul. 1892.
- Instituto Politécnico. O Estado de S. Paulo, 24 maio 1892.
- Instituto Politécnico. O Estado de S. Paulo, 1o. jun. 1892.

1894
- A dinamite. Gazeta de Notícias, Rio de Janeiro, 20 fev. 1894.

1897
- A nossa Vendeia. O Estado de S. Paulo, 14 mar. 1897 e 17 jul. 1897.
- Anchieta. O Estado de S. Paulo, 9 jun. 1897.
- Canudos: diário de uma expedição. O Estado de S. Paulo, 18 e 22-29 ago. 1897.
- Canudos: diário de uma expedição. O Estado de S. Paulo, 1, 3, 9, 12, 14, 21, 26 e 27 set. 1897.
- Canudos: diário de uma expedição. O Estado de S. Paulo, 11-13, 20, 21 e 25 out. 1897.
- Distribuição dos vegetais no Estado de São Paulo. O Estado de S. Paulo, 4 mar. 1897.
- Estudos de higiene: crítica ao livro do mesmo título do Doutor Torquato Tapajós. O Estado de S. Paulo, 4, 9 e 14 maio 1897.
- O Argentaurum. O Estado de S. Paulo, 2 jul. 1897.
- O batalhão de São Paulo. O Estado de S. Paulo, 26 out. 1897.

1898
- O "Brasil mental". O Estado de S. Paulo, 10-12 jul. 1898.
- Excerto de um livro inédito. O Estado de S. Paulo, 19 jan. 1898.
- Fronteira sul do Amazonas. O Estado de S. Paulo, 14 nov. 1898.

1899
- A guerra no sertão [fragmento]. Revista Brasileira, Rio de Janeiro, 19 (92/93): 270-281, ago./set. 1899.

1900
- As secas do Norte. O Estado de S. Paulo, 29, 30 out. 1900 e 1o. nov. 1900.
- O IV Centenário do Brasil. O Rio Pardo, São José do Rio Pardo, 6 maio 1900.

1901
- O Brasil no século XIX. O Estado de S. Paulo, 31 jan. 1901.

1902

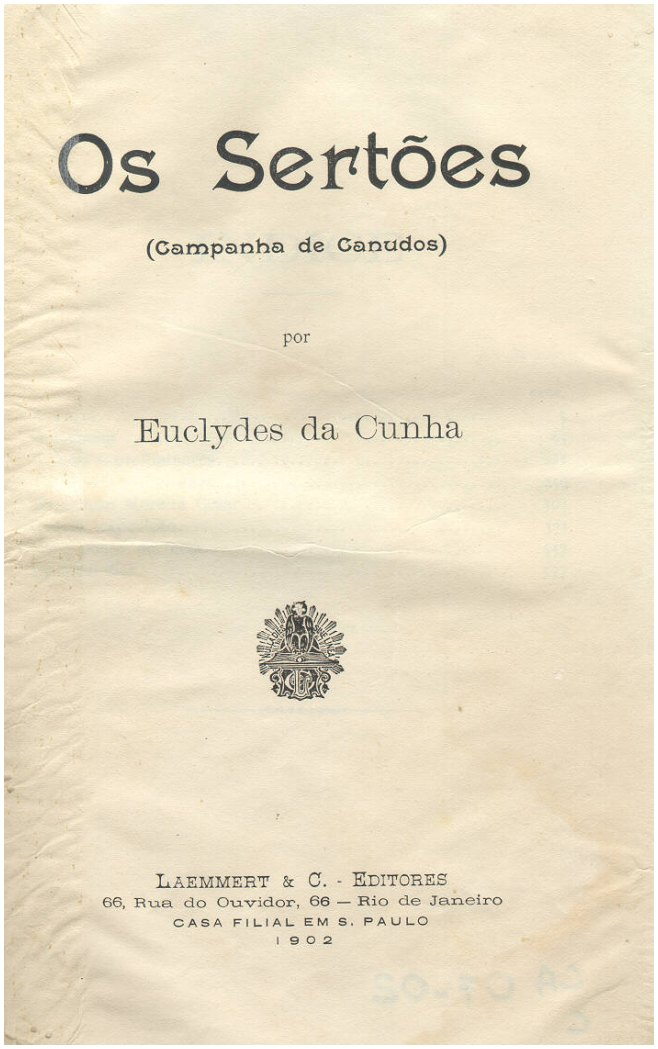
Folha de rosto de Os Sertões (1902)

- Os Sertões: campanha de Canudos. Rio de Janeiro: Laemmert, 1902. vii + 632 p. il.
- Ao longo de uma estrada. O Estado de S. Paulo, São Paulo, 18 jan. 1902.
- Olhemos para os sertões. O Estado de S. Paulo, São Paulo, 18 e 19 mar. 1902.

1903
- Os Sertões: campanha de Canudos. 2. ed. rev. Rio de Janeiro: Laemmert, 1903. vii + 618 p. il.
- Viajando… O Estado de S. Paulo, São Paulo, 8 set. 1903.
- À margem de um livro. O Estado de S. Paulo, São Paulo, 6 e 7 nov. 1903.
- Os batedores da Inconfidência. O Estado de S. Paulo, São Paulo, 21 abr. 1903.
- Posse no Instituto Histórico. Revista do Instituto Histórico e Geográfico Brasileiro, Rio de Janeiro, 66 (2): 288-93, 1903.

1904
- A arcádia da Alemanha. O Estado de S. Paulo, 6 ago. 1904.
- Civilização. O Estado de S. Paulo, 10 jul. 1904.
- Conflito inevitável. O Estado de S. Paulo, 14 maio 1904.
- Contra os caucheiros. O Estado de S. Paulo, 22 maio 1904.
- Entre as ruínas. O Paiz, Rio de Janeiro, 15 ago. 1904.
- Entre o Madeira e o Javari. O Estado de S. Paulo, 29 maio 1904.
- Heróis e bandidos. O Paiz, Rio de Janeiro, 11, jun. 1904.
- O marechal de ferro. O Estado de S. Paulo, 29 jun. 1904.
- Um velho problema. O Estado de S. Paulo, 1o. maio 1904.
- Uma comédia histórica. O Estado de S. Paulo, 25 jun. 1904.
- Vida das estátuas. O Paiz, Rio de Janeiro, 21 jul. 1904.

1905
- Os Sertões: campanha de Canudos. 3. ed. rev. Rio de Janeiro: Laemmert, 1905, vii + 618 p. il.
- Rio abandonado: o Purus. Revista do Instituto Histórico e Geográfico Brasileiro, Rio de Janeiro, 68 (2): 337-89, 1905.
- Os trabalhos da Comissão Brasileira de Reconhecimento do Alto Purus [Entrevista]. Jornal do Commercio, Manaus, 29 out. 1905.

1906
- Relatório da Comissão Mista Brasileiro-Peruana de Reconhecimento do Alto Purus: 1904-1905. notas do comissariado brasileiro. Rio de Janeiro: Ministério das Relações Exteriores, 1906. 76 p. mapas.
- Da Independência à República. Revista do Instituto Histórico e Geográfico Brasileiro, 69 (2): 7-71, 1906.
- Os nossos "autógrafos". Renascença, Rio de Janeiro, 3 (34): 276, dez. 1906.

1907
- Contrastes e confrontos. Pref. José Pereira de Sampaio (Bruno). Porto: Empresa Literária e Tipográfica, 1907. 257 p.
- Contrastes e confrontos. 2. ed. ampliada. Estudo de Araripe Júnior. Porto: Empresa Literária e Tipográfica, 1907. 384 p. il.
- Peru 'versus' Bolívia. Jornal do Commercio, Rio de Janeiro, 1907. 201 p. il.
- Castro Alves e seu tempo. Jornal do Commercio, Rio de Janeiro, 3 dez. 1907.
- Entre os seringais. Kosmos, Rio de Janeiro, 3 (1), jan. 1906.
- O valor de um símbolo. O Estado de S. Paulo, 23 dez. 1907.

1908
- La cuestión de limites entre Bolívia y el Peru. trad. Eliosoro Vilazón. Buenos Aires: Cia Sud-Americana de Billetes de Banco, 1908.
- Martín Garcia. Buenos Aires: Cori Hermanos, 1908. 113 p.
- Numa volta do passado. Kosmos, Rio de Janeiro, 5 (10), out. 1908.
- Parecer acerca dos trabalhos do Sr. Fernando A. Gorette. Revista do Instituto Histórico e Geográfico Brasileiro, Rio de Janeiro, 71 (2): 540-543, 1908.
- A última visita. Jornal do Commercio, Rio de Janeiro, 30 set. e 1o. out. 1908.

1909
- Amazônia. Revista Americana, Rio de Janeiro, 1 (2): 178-188, nov. 1909.
- A verdade e o erro: prova escrita do concurso de lógica do Ginásio Nacional [17 maio 1909]. Jornal do Commercio, Rio de Janeiro, 2 jun. 1909.
- Um atlas do Brasil: último trabalho do Dr. Euclides da Cunha. Jornal do Commercio, Rio de Janeiro, 29 ago. 1909.

Obras póstumas
- À margem da história. Porto: Chardron, Lello, 1909. 390 p. il.

1975
- Caderneta de campo. Introd., notas e coment. por Olímpio de Souza Andrade. São Paulo, Cultrix; Brasília, INL, 1975. xxxii, 197 p. il.
- Canudos: diário de uma expedição. Introd. de Gilberto Freyre. Rio de Janeiro: José Olympio, 1939. xxv, 186 p. il.
- Ondas. Coleção de poesias escritas por Euclydes da Cunha em 1883, publicadas em 1966, na "Obra Completa de Euclides da Cunha", pela Editora Aguilar, e em volume autônomo em 2005, pela Editora Martin Claret, com prefácio de Márcio José Lauria.

## Adaptações
Filmes, documentários e séries
- DESEJO. Direção de Wolf Maya (direção geral) e Denise Saraceni; Euclides da Cunha interpretado por Tarcísio Meira. Rio de Janeiro: Som Livre, 2005. Cor. 1 DVD. Minissérie em 17 capítulos (657 min.);
- EPOPÉIA EUCLYDEACREANA. Direção de Rodrigo Neves, produzido por Charlene Lima, narrado por Caros Vereza, fotografia de Celso Kava. São Paulo: Cultura Marcas, 2006. Cor. 1 DVD;[21]
- OS SERTÕES. Direção de Cristina Fonseca. São Paulo: TV Cultura de São Paulo, 1995. Cor. 1 filme (67 min.) (série Leituras do Brasil);
- EUCLIDES DA CUNHA. Direção de Humberto Mauro. 1944. P&B. (14 min.);
- GUERRA DE CANUDOS. Direção de Sérgio Rezende. 1 DVD (170 min.);
- DEUS E O DIABO NA TERRA DO SOL. Direção de Glauber Rocha, Walter Lima Júnior. Rio de Janeiro: Copacabana Filmes, 1964. P&B. 1 fita de VHS (125 min.);
- A MATADEIRA. Direção e roteiro por Jorge Furtado. 1994. Cor. 1 filme (16 min.);
- OS SERTÕES: ano 100. Direção Tâmis Parron. São Paulo: SPVD; CCS; USP, 2002. Cor. VHS (28 min.).

Ópera
- LE SERTON: Grand opera brésilien en 4 actes sur L'Epopée de Canudos. Poeme et musique Fernand Joutex. Belo Horizonte, Imprensa Oficial de Belo Horizonte, 1953. 59 p.

Peça teatral
- OS SERTÕES. Direção de José Celso Martinez Corrêa. São Paulo, Teatro Oficina, 2002-07.

### Livros baseados emOs Sertões
- A BRAZILIAN MYSTIC: being the life and miracles of Antonio Conselheiro. R. B. Cunninghame Graham. Londres, 1919;
- LE MAGE DU SERTÃO. Lucien Marchal. Paris: Librairie Plon, 1952. Traduzido para o inglês sob o título The Sage of Canudos;
- ÍTÉLET CANUDOSBAN. Sándor Márai, 1968. Traduzido para o português sob o título Veredicto em Canudos. São Paulo, Companhia das Letras, 2002;
- LA GUERRA DEL FIN DEL MUNDO. Mario Vargas Llosa, 1981. Existe tradução para o português.